# Aldeia de Santo António
Aldeia de Santo António é uma localidade portuguesa do Município do Sabugal que foi sede da extinta Freguesia de Aldeia de Santo António, freguesia que tinha 30,63 km² de área e 798 habitantes (2011), e, por isso, uma densidade populacional de 26,1 hab/km².
A Freguesia de Aldeia de Santo António foi extinta (agregada) pela reorganização administrativa de 2012/2013, tendo o seu território sido agregado ao da Freguesia de Sabugal para criar a União de Freguesias do Sabugal e Aldeia de Santo António.
A Freguesia de Aldeia de Santo António era constituída pelas localidades de Aldeia de Santo António, Urgueira, Alagoas e Ameais e ainda pela Quinta dos Quintinhos e pelos bairros de São Pedro e da Ponte.

## População
★ No censo de 1868 figura como Urgeira e nos censos de 1878 a 1900 aparece Urgeira-Aldeia de Santo António. No censo de 1911 passou a figurar Aldeia de Santo António, ficando Urgeira integrada nesta freguesia

| Totais e grupos etários | Totais e grupos etários | Totais e grupos etários | Totais e grupos etários | Totais e grupos etários | Totais e grupos etários | Totais e grupos etários | Totais e grupos etários | Totais e grupos etários | Totais e grupos etários | Totais e grupos etários | Totais e grupos etários | Totais e grupos etários | Totais e grupos etários | Totais e grupos etários | Totais e grupos etários |
| ----------------------- | ----------------------- | ----------------------- | ----------------------- | ----------------------- | ----------------------- | ----------------------- | ----------------------- | ----------------------- | ----------------------- | ----------------------- | ----------------------- | ----------------------- | ----------------------- | ----------------------- | ----------------------- |
|                         | 1864                    | 1878                    | 1890                    | 1900                    | 1911                    | 1920                    | 1930                    | 1940                    | 1950                    | 1960                    | 1970                    | 1981                    | 1991                    | 2001                    | 2011                    |
|                         | 563                     | 551                     | 711                     | 739                     | 807                     | 806                     | 667                     | 964                     | 1 074                   | 1 008                   | 635                     | 644                     | 675                     | 786                     | 798                     |
| i)                      |                         |                         |                         |                         |                         |                         |                         |                         |                         |                         |                         |                         |                         | 138                     | 119                     |
| ii)                     |                         |                         |                         |                         |                         |                         |                         |                         |                         |                         |                         |                         |                         | 111                     | 84                      |
| iii)                    |                         |                         |                         |                         |                         |                         |                         |                         |                         |                         |                         |                         |                         | 427                     | 436                     |
| iv)                     |                         |                         |                         |                         |                         |                         |                         |                         |                         |                         |                         |                         |                         | 110                     | 159                     |

```
i)
 0 aos 14 anos;
 ii)
 15 aos 24 anos; 
iii)
 25 aos 64 anos; 
iv)
 65 e mais anos	
```

## Património cultural e edificado

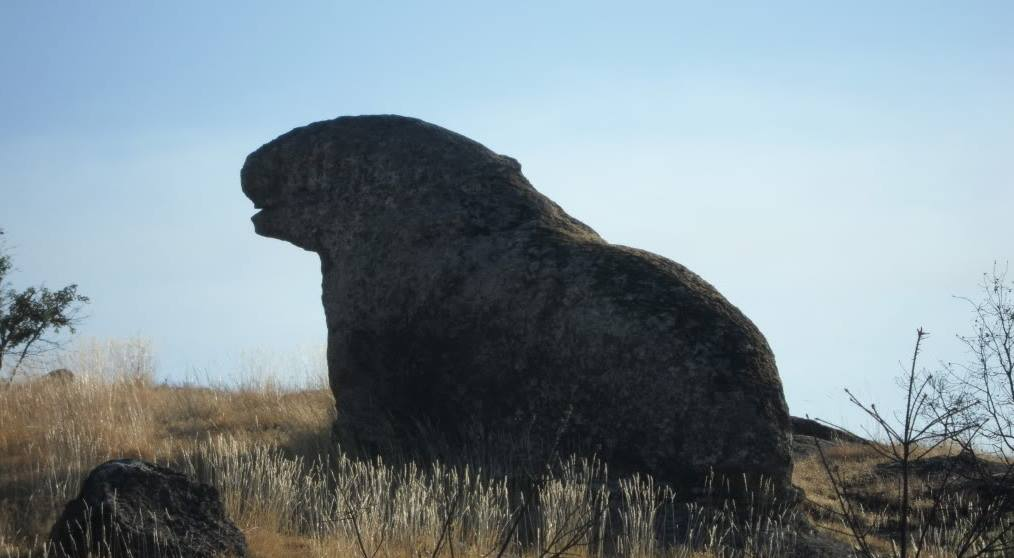
Barroco do Leão

Do património edificado destacam-se na freguesia:
- Capela de Nossa Senhora do Pilar, na Urgueira - Data possivelmente do séc. XIX-XX ;
- Santuário de Nossa Senhora da Graça;
- Igreja Matriz, de invocação a Santo António, na sede de freguesia - 2.ª metade do séc. XVIII;
- Capela de Nossa Senhora de Fátima, nos Ameais;
- Capela de Nossa Senhora de Lourdes, nas Alagoas;
- Fontes dos Ameais e Urgueira;
- Povoado romano da Tapada Cabeça;
- Sepulturas escavadas na rocha nas localidades dos Ameais e nas Alagoas.

Destaca-se ainda na freguesia a existência de uma pedra de forma semelhante a um leão conhecido por "Barroco do Leão".

## Principais festividades
As principais festas e romarias na freguesia são:
- Santo António: 2.° Domingo de Agosto (anos impares) em Aldeia de Santo António
- Nossa Senhora do Pilar: 2.° Domingo de Agosto (anos pares), na Urgueira
- Nossa Senhora de Fátima: 3.° Domingo de Agosto (anos pares), nos Ameais
- Nossa Senhora de Lourdes: em Agosto (anos ímpares), nas Alagoas